# Тан Сяньцзу
Тан Сяньцзу, або Танг Шянзу (Tang Xianzu, *24 вересня 1550 — †29 липня 1616) — визначний китайський драматург та поет часів династії Мін.

## Життєпис
Народився у родині вчених у повіті Ліньчуань сучасної провінції Цзянси. Отримав ґрунтовну освіту. У 1571 році склав провінційні іспити. У 1577 та 1580 роках намагався скласти імператорський іспит, проте внаслідок конфлікту з імператорським секретарем Чжаном це Тан Сяньцзу не вдалося. Лише у 1583 році він успішно складає імператорський іспит та отримує звання цзіньши. Він отримує посаду в уряді другої столиці тих часів Нанкіні. У 1591 році за протистояння корупції понижують у званні та відправляють у містечко Сучан. Зрештою Тан у 1598 році йде у відставку. Він повертається додому, починає професійно займатися складання п'єс. Навколо нього формується школа драматургії, що у подальшому отримала назву «Ліньчуаньської». Тут він й помер 29 липня 1616 року.

## Творчість
Вважається одним із значущих драматургів Китаю. Його навіть називають «китайським Шекспіром» з огляду на внесок Тан Сяньцзу до китайської драматургії. Його п'єси оспівують природні людські відчуття, вони направлені проти неоконфуцианського раціоналізму. Вірші і ритмічна проза відмічені межами новаторства. Він і його продовжувачі (ліньчуаньська школа) висували на перший план людське відчуття як творчу стимул-реакцію, нехтували умовностями поетичного канону.
Найбільш відомими п'єсами є: «Пурпурова флейта» (1579 рік), її переробка «Пурпурова шпилька» (1587 рік) — про нещасну любов актриси і знатного хлопця, «Піонова альтанка» (1598 рік) — про силу кохання, завдяки чому герой воскрешає померлу кохану. Також значущими є «Сон про Наньке» (1600 рік) й «Сон у Ханьдані» (1601 рік).
Крім того був знаний як поет, натепер відомо про 7 його поем, найбільш знаною є «Чотири сни у залі Юй Мін».